# Turmwindmühle Werth
Turmwindmühle Werth is een in 1498 gebouwde torenmolen met stelling, die staat in Duitsland langs de Oude IJssel (Issel) in de plaats Werth ten zuiden van Isselburg aan Zur Mühle 10. De molen was oorspronkelijk een vestingstoren van de stad Werth en is waarschijnlijk vijftig jaar later als korenmolen ingericht. Oorspronkelijk kon de molen alleen betreden worden via een buitentrap naar de stelling. Later zijn er twee tussenzolders, steenzolder en maalzolder, ingelegd. Omstreeks 1890 werd in de molen een nieuwe begane grond vloer gelegd met daaronder het fundament voor een elektromotor. Met deze motor wordt een extra maalkoppel onder in de molen aangedreven, terwijl de beide oude maalkoppels op de steenzolder in werking bleven. De molen werd in 1964 voor het eerst gerestaureerd en in 2009 wordt de laatste restauratie afgerond.
De molen heeft twee door windkracht aangedreven maalkoppels en één elektrisch aangedreven maalkoppel. Daarnaast ligt er op de kapzolder nog een koppel pelstenen voor het pellen van gerst.
De kap van de molen kan binnen gekruid worden door twee kruiwerken, die naast de voeghouten tussen de roosterhouten zitten.
Tot 1935 werkte de molen op windkracht. Daarna werd er gewerkt met een dieselmotor en later met elektromotoren.
Hoewel de molen nog een wiekenkruis met houten borstroeden heeft en het binnenwerk nog geheel aanwezig is, is de molen nog niet maalvaardig.
Het opluien van het maalgoed gebeurde met behulp van een kammenluiwerk in de muur van de molen.
De vang is een Vlaamse vang, waarbij de vangstukken gemaakt zijn van gelaagd hout.
Sinds 1994 is de stad Isselburg eigenaar van de molen.

## Fotogalerij
|  |  |
|  |  |
|  |  |
|  |  |